# Bräuer
Bräuer ist ein Familienname.

## Herkunft und Bedeutung
Der Name gehört zu dem Bereich der Berufsnamen und bezeichnet den Brauer und Mälzer.

## Namensträger
- Albrecht Bräuer (1830–1897), deutscher Maler
- Bobby Bräuer (* 1961), deutscher Koch
- Bruno Bräuer (1893–1947), deutscher General der Fallschirmtruppe
- Carl Bräuer (1796–1863), deutscher Lehrer, Komponist und Autor
- Curt Bräuer (1889–1969), deutscher Diplomat
- Daniela Bräuer (* 1984), deutsche Fußballspielerin
- Felix Bräuer (* 1988), deutsch-sorbischer Kirchenmusiker, Organist und Komponist
- Günter Bräuer (* 1949), deutscher Paläoanthropologe
- Hans-Jürgen Bräuer (Astronom), deutscher Astrophysiker
- Hans Bräuer (1940–1993), deutscher Badmintonspieler, eigentlich Hans-Jürgen Bräuer
- Hartmut Bräuer (* 1947), deutscher Leichtathlet
- Heinz Bräuer (1916–2007), Pfarrer von Eisenhüttenstadt
- Hellmuth Bräuer (1919–1958), deutscher Architekt
- Helmut Bräuer (* 1938), deutscher Archivar und Historiker
- Herbert Bräuer (1921–1989), deutscher Slawist
- Hermann Bräuer (* 1968), deutscher Autor
- Horst Bräuer (* 1934), deutscher Fußballspieler
- Karl Bräuer (1881–1964), deutscher Finanzwissenschaftler
- Karlheinz Bräuer (1924–2007), deutscher Politiker (SPD)
- Margit Bräuer (* um 1938), deutsche Slawistin und Verlagslektorin
- Michael Bräuer (* 1943), deutscher Architekt
- Mona Bräuer (* 1961), deutsche Filmeditorin
- Rolf Bräuer (1933–2017), deutscher Literaturwissenschaftler, Mediävist und Übersetzer
- Siegfried Bräuer (1930–2018), deutscher evangelischer Theologe und Historiker
- Sieglinde Bräuer (1942–2012), österreichische Skirennläuferin

## Sonstiges
- Karl-Bräuer-Preis
- Karl-Bräuer-Institut des Bundes der Steuerzahler e.V. (KBI), finanzwissenschaftliche Forschungsinstitut des Bundes der Steuerzahler (BdSt) mit Sitz in Berlin